# Sergei Sergejewitsch Smirnow (Geologe)
Sergei Sergejewitsch Smirnow (russisch Сергей Сергеевич Смирнов; * 4. Septemberjul. / 16. September 1895greg. in Iwanowo-Wosnessensk; † 20. August 1947 in Leningrad) war ein russisch-sowjetischer Geologe und Hochschullehrer.

## Leben
Smirnow, Sohn eines Graveurs in einer Textilfabrik, besuchte die Realschule und studierte 1913–1919 am Petrograder Bergbau-Institut. Nach dem Abschluss blieb er dort, wurde Assistent am Lehrstuhl für Mineralogie und hielt eine Vorlesung über die optischen Eigenschaften von Mineralen.
1923 wurde Smirnow als Ingenieur-Geologe in das Staatliche Geologie-Komitee gewählt. Er führte mineralogische Untersuchungen durch und erforschte Erz-Lagerstätten. 1929–1941 arbeitete er im Allunionsforschungsinstitut für Geologie.
Neben seiner Forschungstätigkeit lehrte Smirnow am Leningrader Bergbau-Institut. 1930 wurde er zum Professor und Leiter des Lehrstuhls für Mineralogie gewählt. 1939 wurde er zum Korrespondierenden Mitglied und 1943 zum Vollmitglied der Akademie der Wissenschaften der UdSSR (AN-SSSR, seit 1991 Russische Akademie der Wissenschaften (RAN)) gewählt.
Ab 1945 leitete Smirnow die Erz-Abteilung des Instituts für Geologische Wissenschaften der AN-SSSR in Moskau. 1945 wurde er Vorsitzender der Mineralogischen Gesellschaft, deren Mitglied er seit 1924 war.
Smirnow war verheiratet und hatte einen Sohn und eine Tochter.
Smirnow wurde in Leningrad auf dem Wolkowo-Friedhof an den „Literatenbrücken“  begraben.
Smirnows Namen tragen ein Berg auf der Taimyrhalbinsel, ein Gletscher auf der Bolschewik-Insel, ein Ort und eine Zinnlagerstätte in der Region Primorje, die Dorsa Smirnov auf dem Mond und das Mineral der Rhabdophan-Gruppe Smirnovskit.
1994 stiftete die RAN den S.-S.-Smirnow-Preis, den 1997 Alexander Feopenowitsch Korobeinikow erhielt.

## Ehrungen, Preise
- Medaille „Für heldenmütige Arbeit im Großen Vaterländischen Krieg 1941–1945“
- Leninorden (1943, 1945, 1945)[2]
- Stalinpreis I. Klasse (1946) für die Entdeckung und Erschließung bedeutender Zinnerz-Lagerstätten im Osten und Südosten der UdSSR[2]
- Orden des Roten Banners der Arbeit (viermal)[3]
- Ehrenmitglied der Société de minéralogie de France[3]